# هاشم الموسوي
هاشم الموسوي (1939 - 14 نوفمبر 2016)، مفكر وداعية اسلامي وسياسي عراقي. واتمم دراسته في معهد المعلمين هناك، وانضم عام 1959 إلى الحركة الإسلامية، فكان أول داعية لها في البصرة وهو الامين العام لحزب الدعوة الإسلامية - تنظيم العراق. عرف هاشم الموسوي بأنه منظر الحركة الإسلامية الاساس، اذ يعزى له نحو 70 بالمئة من التراث الفكري المكتوب للدعوة الإسلامية، منذ بداية الثمانينات فيما ساهم محمد باقر الصدر والحاج عبد الصاحب دخيل والشيخ عارف البصري والمهندس محمد هادي السبيتي والشيخ مهدي الاصفي والراحل عز الدين سليم واخرون بالمتبقي من التراث المكتوب

## حياته
ولد هاشم الموسوي عام 1939 في البصرة، واتمم دراسته في معهد المعلمين هناك، وانضم عام 1959 إلى الحركة الإسلامية، فكان أول داعية لها في البصرة.
واعتقل عام 1972 لعدة أشهر بسبب نشاطاته السياسية، حيث تولى قيادة تنظيمات الدعوة الإسلامية في العراق بعد اعتقال الشيخ عارف البصري عام 1974، اذ تركزت جهوده على إعادة ترميم التنظيم الذي انفرط عقده بفعل موجة الاعتقالات والاعدامات في صفوفه على يد النظام البعثي آنذاك.
وغادر العراق مهاجرا إلى الكويت عام 1975، بعد ان تسلّم القيادة خمسة أعضاء من بينهم شقيقه (علي الموسوي) ومن لأدارة تنظيمات الدعوة في العراق.
وعرف هاشم الموسوي بأنه منظر الحركة الإسلامية الاساس، اذ يعزى له نحو 70 بالمئة من التراث الفكري المكتوب للدعوة الإسلامية، منذ بداية الثمانينات فيما ساهم محمد باقر الصدر والحاج عبد الصاحب دخيل والشيخ عارف البصري والمهندس محمد هادي السبيتي والشيخ مهدي الاصفي والراحل عز الدين سليم واخرون بالمتبقي من التراث المكتوب.
وأسس هاشم الموسوي (المكنى بأبي عقيل) مؤسسة دار التوحيد، والتي تحول اسمها فيما بعد إلى دار البلاغ فور وصوله إلى الكويت، بمعية الشيخ محمد مهدي الاصفي والدكتور داود العطار رحمهما الله، واهتم بنشر الفكر الإسلامي عبر سلسلة طويلة من الدراسات والمؤلفات التي استمرت حتى أيامه الأخيرة.

## مؤلفاته
كتب الموسوي ما مجموعه 120 كتابا، ضمت نحو 150 الف صفحة، وانتشرت كتبه في 8 ملايين ونصف المليون نسخة في انحاء العالم الإسلامي، وبـ27 لغة مختلفة، بحسب احصاء اولي اجرته مؤسسة البلاغ، وكانت مؤلفاته في الفكر الإسلامي ولم تحمل اسما للمؤلف اذ كان يكتفي الراحل بوضع عبارة (لجنة التأليف) أو (من إصدارات دار البلاغ) بدلا عن إشهار اسمه واعلانه
وللفقيد الكبير عدة مؤلفات حملت اسمه منها: تفسير القرأن الكريم، التشيع نشوؤه.. معالمه. النظام الاجتماعي في الاسلام. اهل البيت في القرأن. منهج الفقه الاسلامي، الثقافة السياسية الاسلامية
وقد ترك الموسوي من المخطوطات التي لم تطبع حتى الآن وهي مشاريع فكرية عديدة

## السياسة
كان أحد أبرز المعارضين لنظام الرئيس العراقي صدام حسين، حيث إنه قد غادر العراق في مطلع السبعينات. القرن العشرين ولم يعد إليها إلا بعد سقوط النظام البعثي عام 2003 وشغل منصب الامين العام ـحزب الدعوة الاسلامية تنظيم العراق.

## مرضه ووفاته
توفي في 14 نوفمبر 2016 في العاصمة الإيرانية طهران إثر مرض عضال بينما كان راقداً في إحدى مستشفيات العاصمة الإيرانية طهران